# Laganidae
De Laganidae zijn een familie van zee-egels (Echinoidea) uit de orde Clypeasteroida.

## Geslachten
- Onderfamilie Laganinae
  - Cenofibula Gasser, 1994 †
  - Hupea Pomel, 1883
  - Jacksonaster Lambert, 1914
  - Laganum Link, 1807
  - Peronella Gray, 1855
  - Rumphia Desor, 1857
  - Sismondia Desor, 1857 †
- Onderfamilie Neolaganinae Durham, 1954 †
  - Cubanaster Sanchez Roig, 1952 †
  - Durhamella Kier, 1968 †
  - Neolaganum Durham, 1954 †
  - Pentedium Kier, 1967 †
  - Sanchezella Durham, 1954 †
  - Tetradiella Liao & Lin, 1981 †
  - Weisbordella Durham, 1954 †
  - Wythella Durham, 1954 †